# 第戎美術館

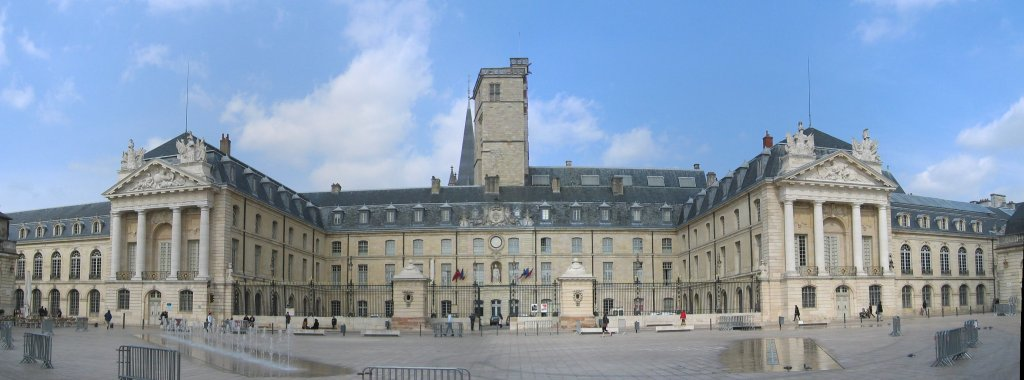
第戎美術館

第戎美術館（法語：Musée des beaux-arts de Dijon）是法國第戎的一座美術館，位於勃艮第公爵宮建築的右側東部部分。美術館創建於1787年。美術館的藏品雖主要以勃艮第公爵的藏品為主，但仍然範圍十分廣泛，收藏了自古埃及美術至21世紀現代藝術的多種美術品。

## 外部連結
- Site officiel du Musée des Beaux-Arts de Dijon （页面存档备份，存于）
- ディジョン美術館 by メゾン・デ・ミュゼ・ド・フランス